# Ferme de la Haie Sainte
La Ferme de la Haie Sainte (ou Ferme de la Haye Sainte) est une ferme située sur le site du champ de bataille de Waterloo, sur le côté ouest de la route N5 qui relie Bruxelles à Charleroi.
Lors de cette bataille, elle constitua le centre du dispositif défensif de l'armée de Wellington.

## Localisation
La ferme se situe à Plancenoit, petit village de la commune belge de Lasne dans la province du Brabant wallon.
Elle se dresse le long de la chaussée de Charleroi (route nationale 5), à quelques mètres de la limite entre Plancenoit et Braine-l'Alleud et à environ 500 mètres à l'est de la Butte du Lion, à côté du Monument Gordon et face au Monument aux Hanovriens.

La ferme vue de la chaussée de Charleroi.
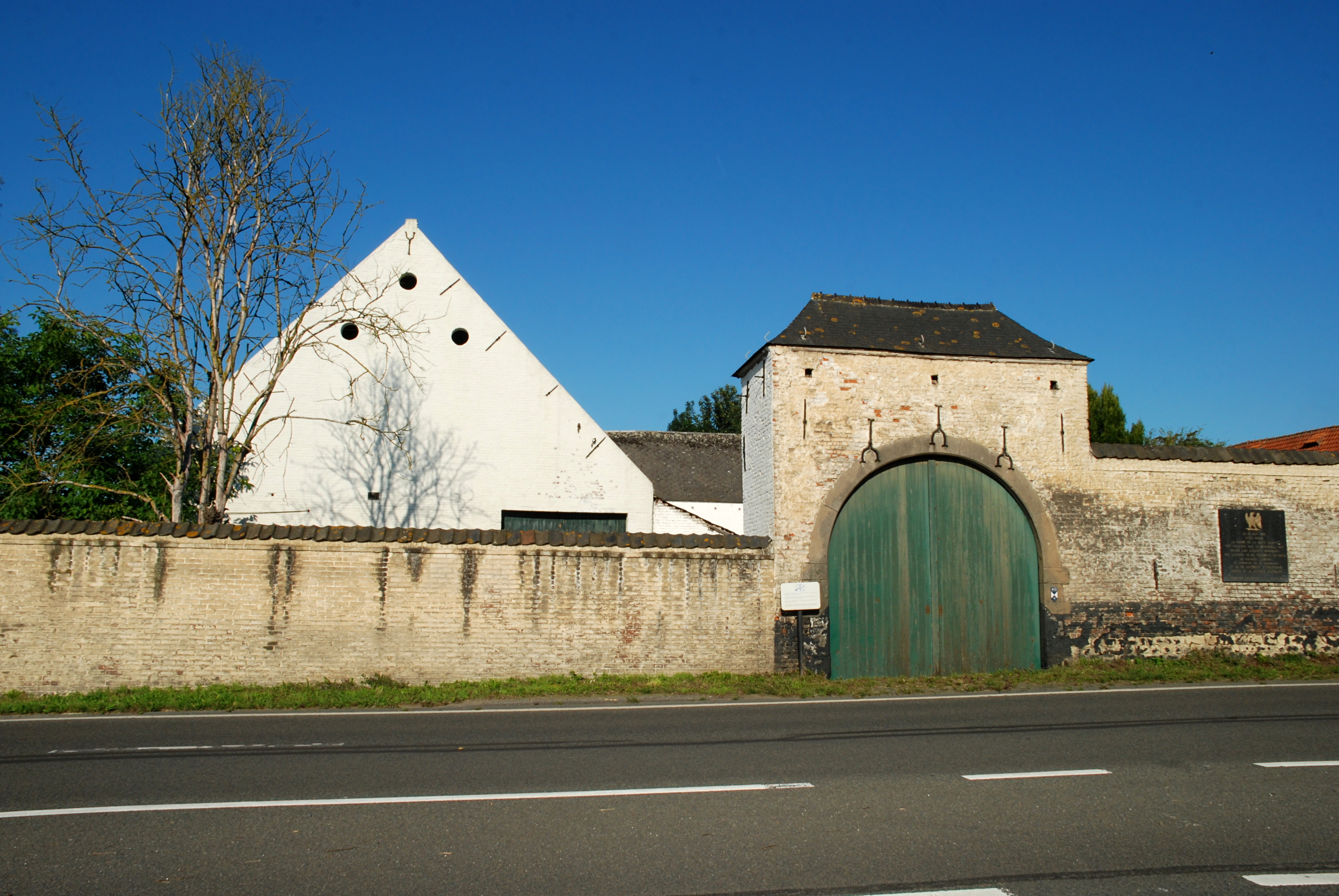
La grange et le portail.
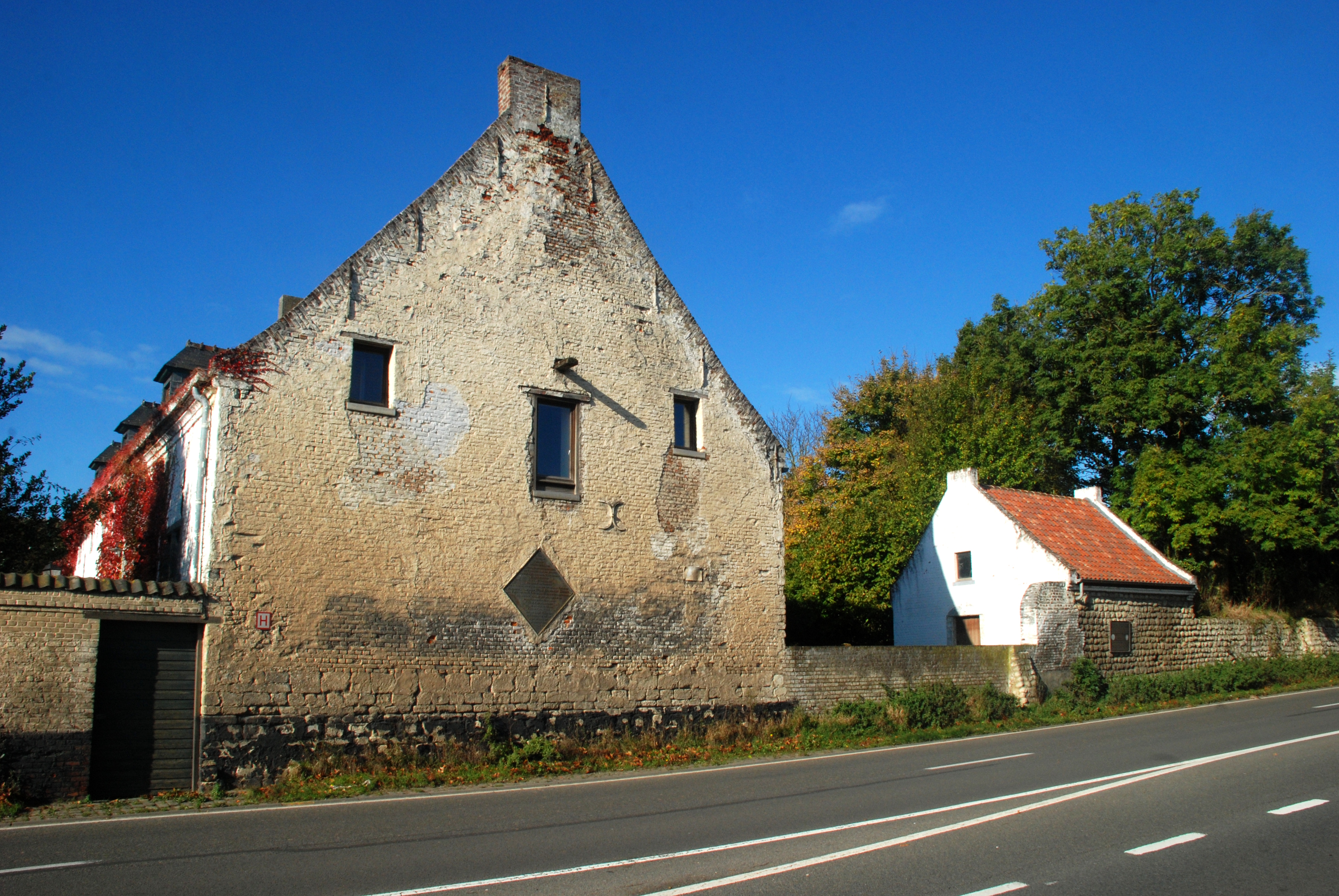
Le corps de logis.

## Historique

### La ferme au cœur de la bataille de Waterloo

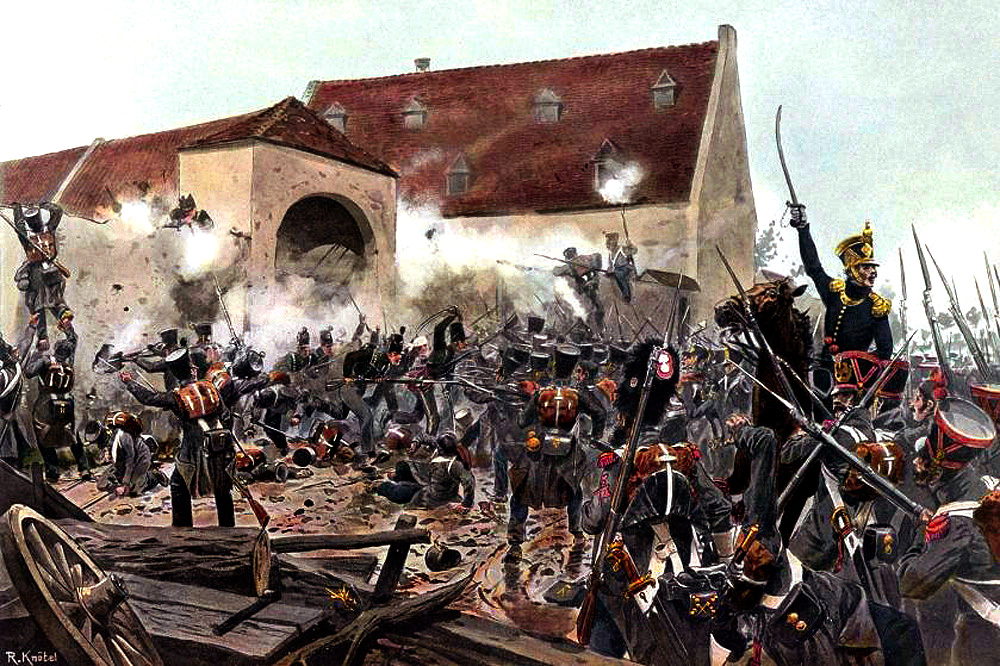
La prise de la Haie Sainte, par Richard Knotel.

Lors de la bataille de Waterloo, la ferme de la Haie Sainte constituait un des trois points d'appui de l'armée de Wellington, avec le château-ferme de Hougoumont et la ferme de la Papelotte.
À plusieurs reprises au cours de la bataille, la prise du bâtiment est ordonnée par Napoléon afin de provoquer la rupture du centre britannique.
À 15h00, Napoléon charge la division commandée par le général Quiot, flanquée d'une brigade de cuirassiers du corps de Milhaud, de prendre la Haie Sainte, située au centre du dispositif allié et défendue par le bataillon du major George Baring, de la King's German Legion.
À l'est de la ferme, le général britannique Picton mène une contre-attaque avec des régiments d'infanterie écossais. Il y laisse la vie : on peut voir une stèle honorant sa mémoire à quelques centaines de mètres à l'est de la ferme, tout près du Monument aux Hanovriens et du Monument aux Belges. Les Français sont repoussés.
À 17h30, Napoléon ordonne au maréchal Ney de s'emparer de la ferme coûte que coûte. Avec un fort soutien d'artillerie et de cavalerie, ce dernier prend personnellement le commandement du 13e régiment d'infanterie légère et prend la ferme à 18h30 dans un assaut furieux.
Ney y installe des batteries de canons qui prennent en enfilade l'armée de Wellington, mettant en danger le centre britannique. Mais ce succès est trop tardif pour changer l'issue de la bataille.
La ferme est reprise par les Alliés au cours de la retraite française, peu avant 21h00.

### La ferme après la bataille
Les officiers supérieurs Adolphe Bosvel (lire Major H.Bösewiel), William Wigman, William Chaumur (lire W.Schaumann) et Robertson ont été enterrés dans son jardin.

### Classement comme monument historique
La ferme fait l'objet d'un classement au titre des monuments historiques depuis le 15 décembre 1970.

## Architecture
La ferme de la Haie Sainte est un exemple typique de ferme brabançonne en quadrilatère dont les bâtiments sont disposés autour d'une cour centrale.
Comme souvent en Brabant wallon, la ferme présente une maçonnerie de briques peintes à la chaux de couleur blanche, sauf la base des murs, peinte en noir sur une hauteur de quelques dizaines de centimètres.
Les toitures, en bâtière simple, présentent divers type de couverture : tuiles rouges, ardoises grises et amiante-ciment.
À l'est, la ferme s'ouvre par un portail en pierre bleue dont l'arc en plein cintre est orné d'ancres de façade en forme d'éperon. Ce portail est surmonté d'un pignon rectangulaire frappé de deux ancres verticales, percé de trois trous de boulin (trous laissés par les échafaudages) et couvert d'une toiture d'ardoises.
Ce portail, situé à ras de la chaussée, n'est toutefois plus utilisé en 2012, l'accès à la ferme se faisant par un chemin situé à l'ouest.

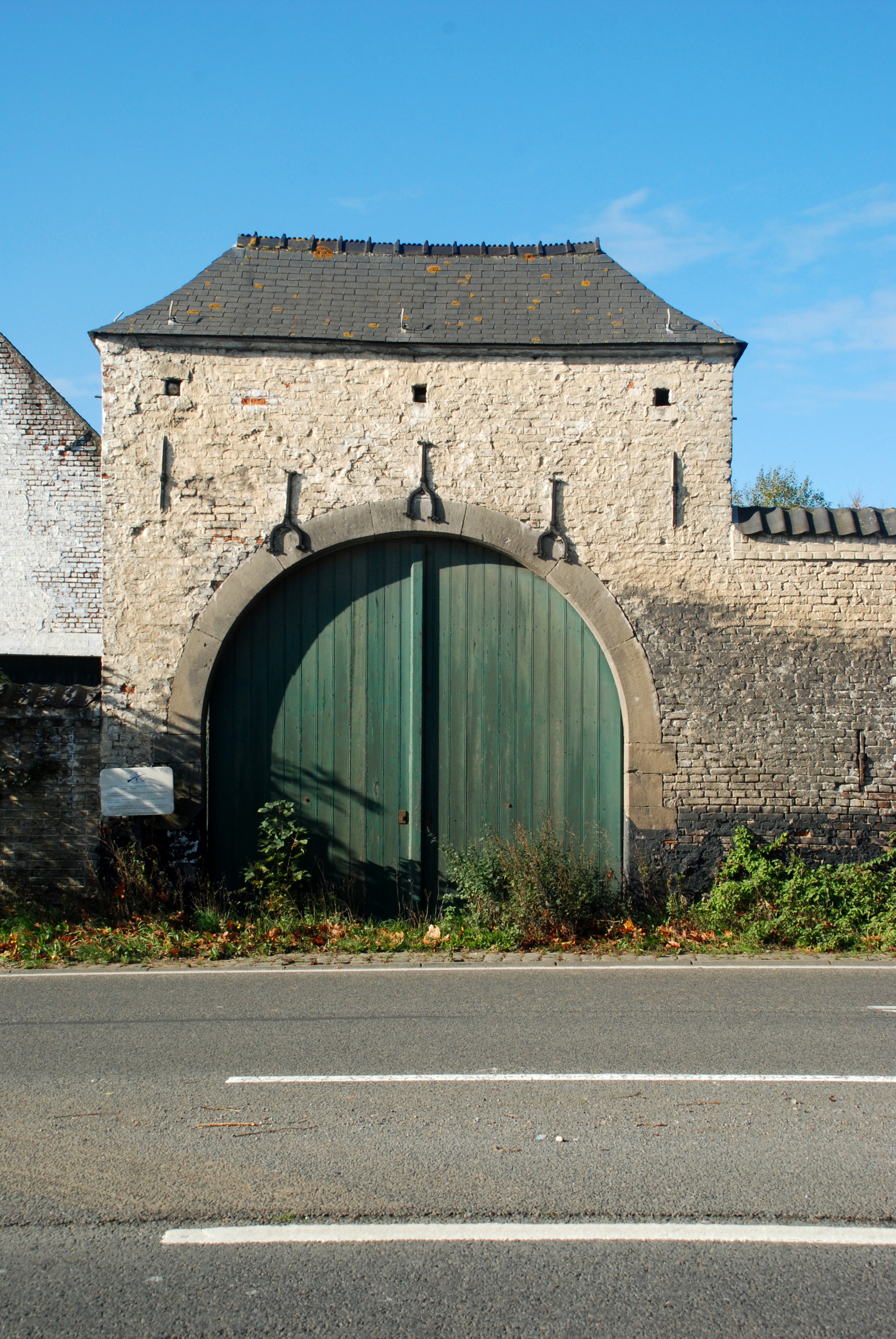
Le portail.
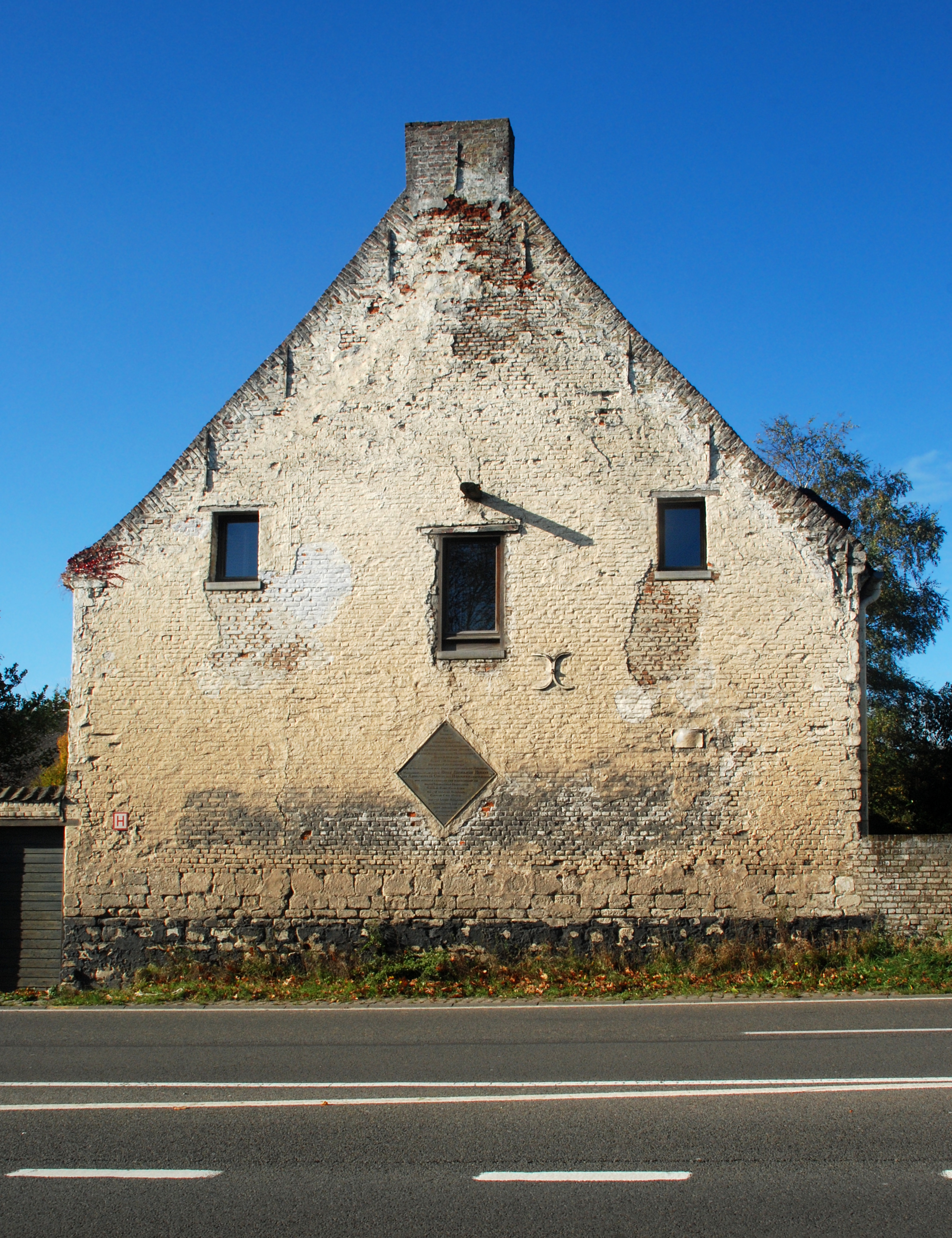
Le corps de logis.
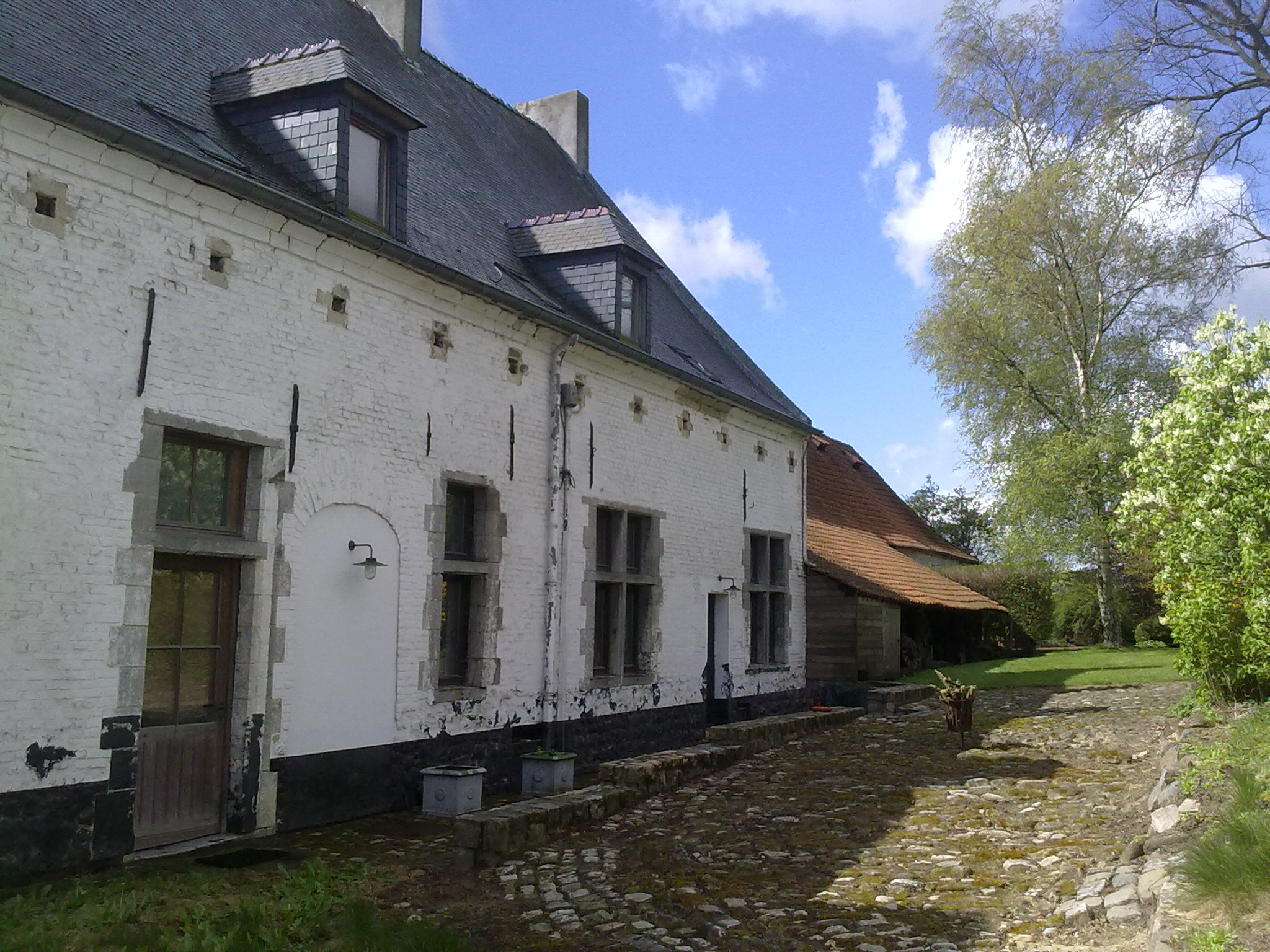
Façade de la cour intérieure.
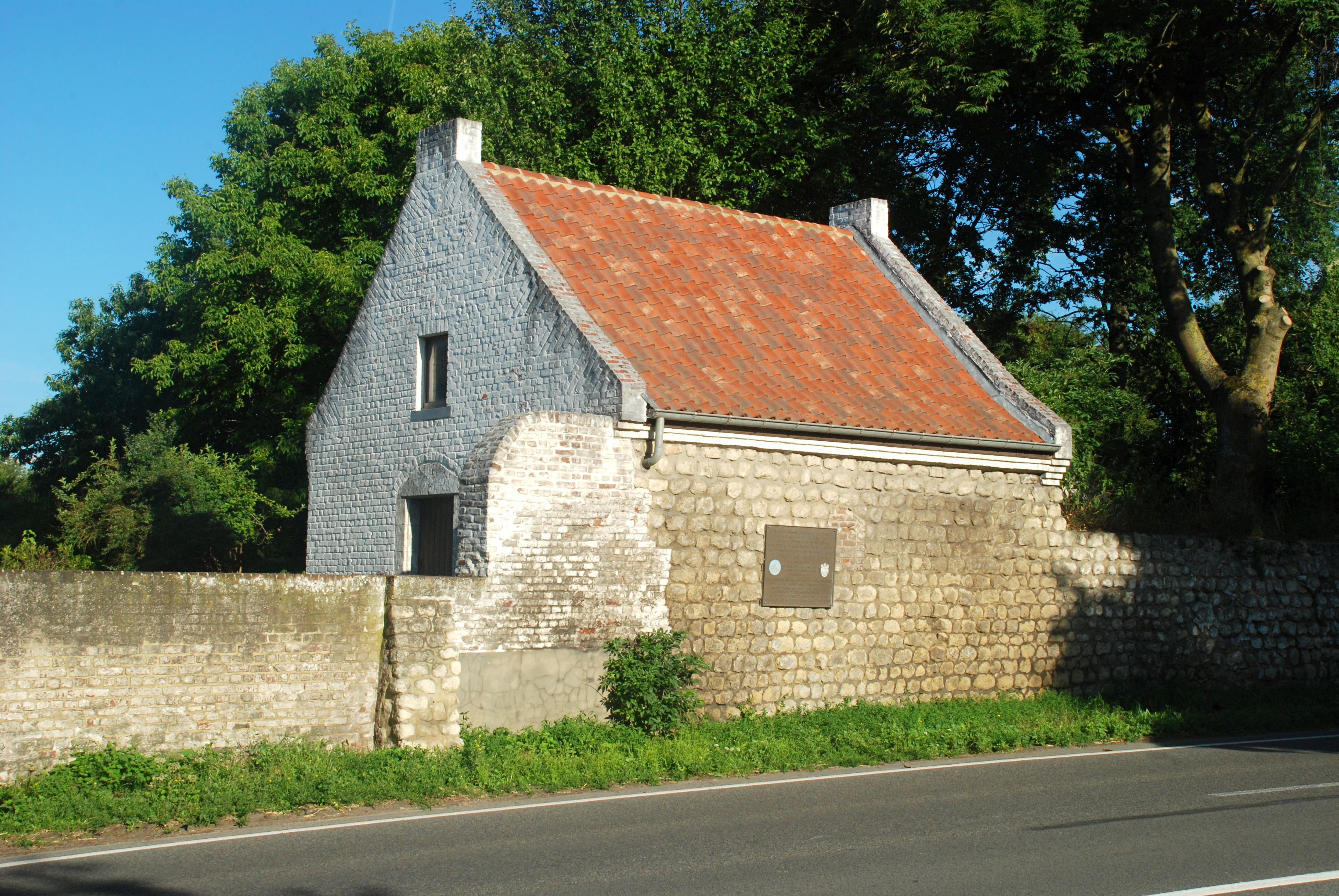
Annexe.

## Plaques commémoratives
Les façades situées le long de la chaussée de Charleroi portent quatre plaques commémoratives en métal.

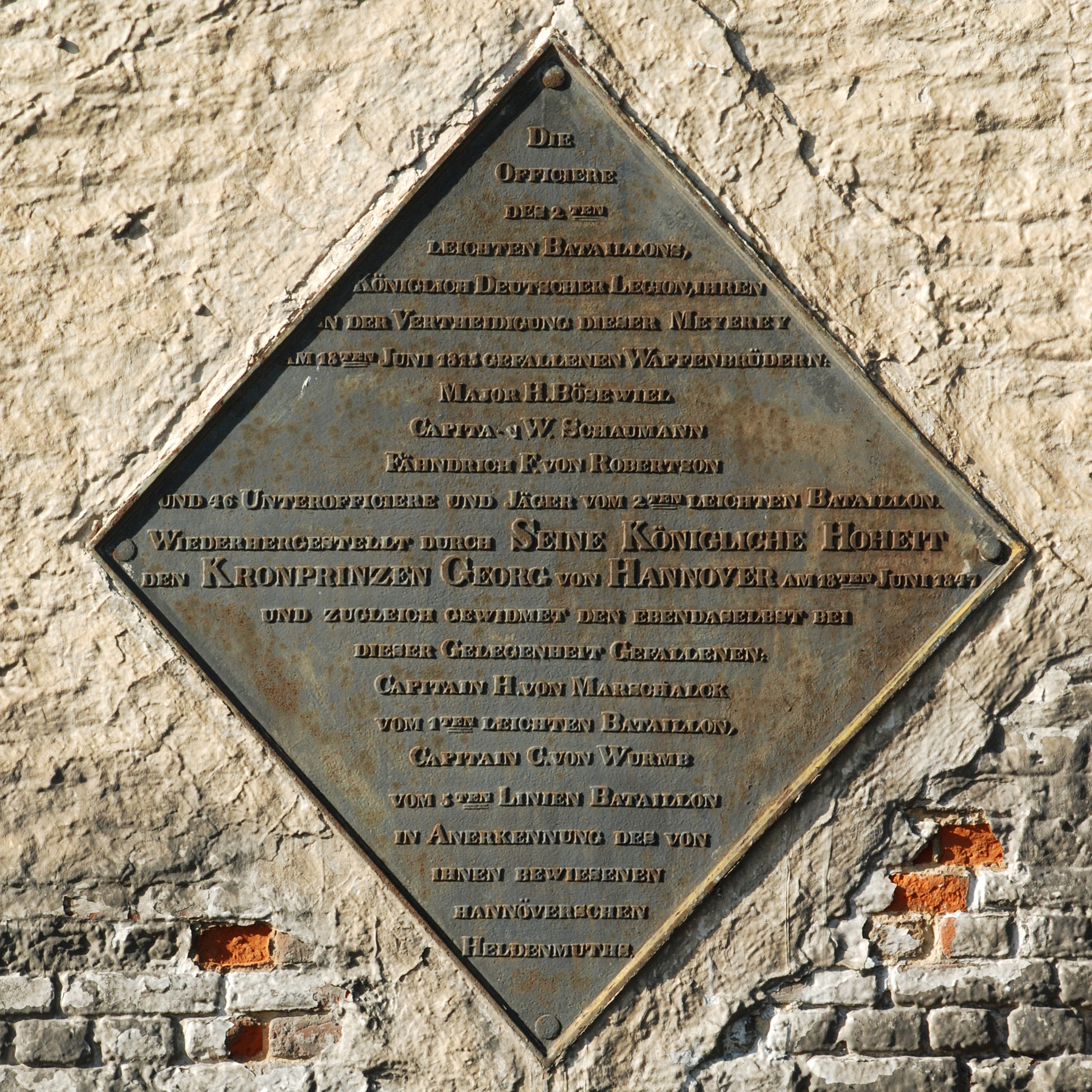
Hommage aux officiers de la King's German Legion.
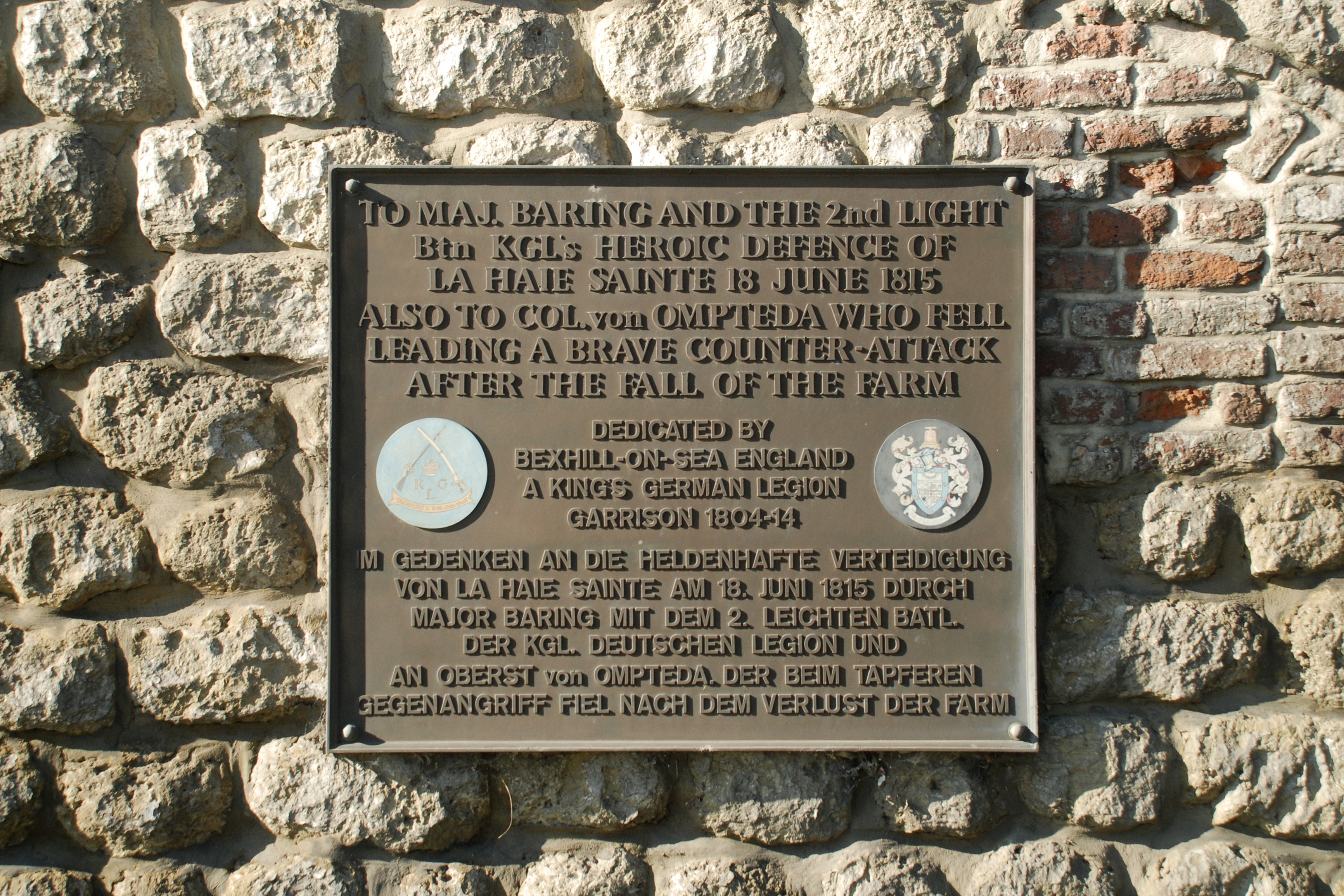
Hommage au major Baring et au colonel von Ompteda.
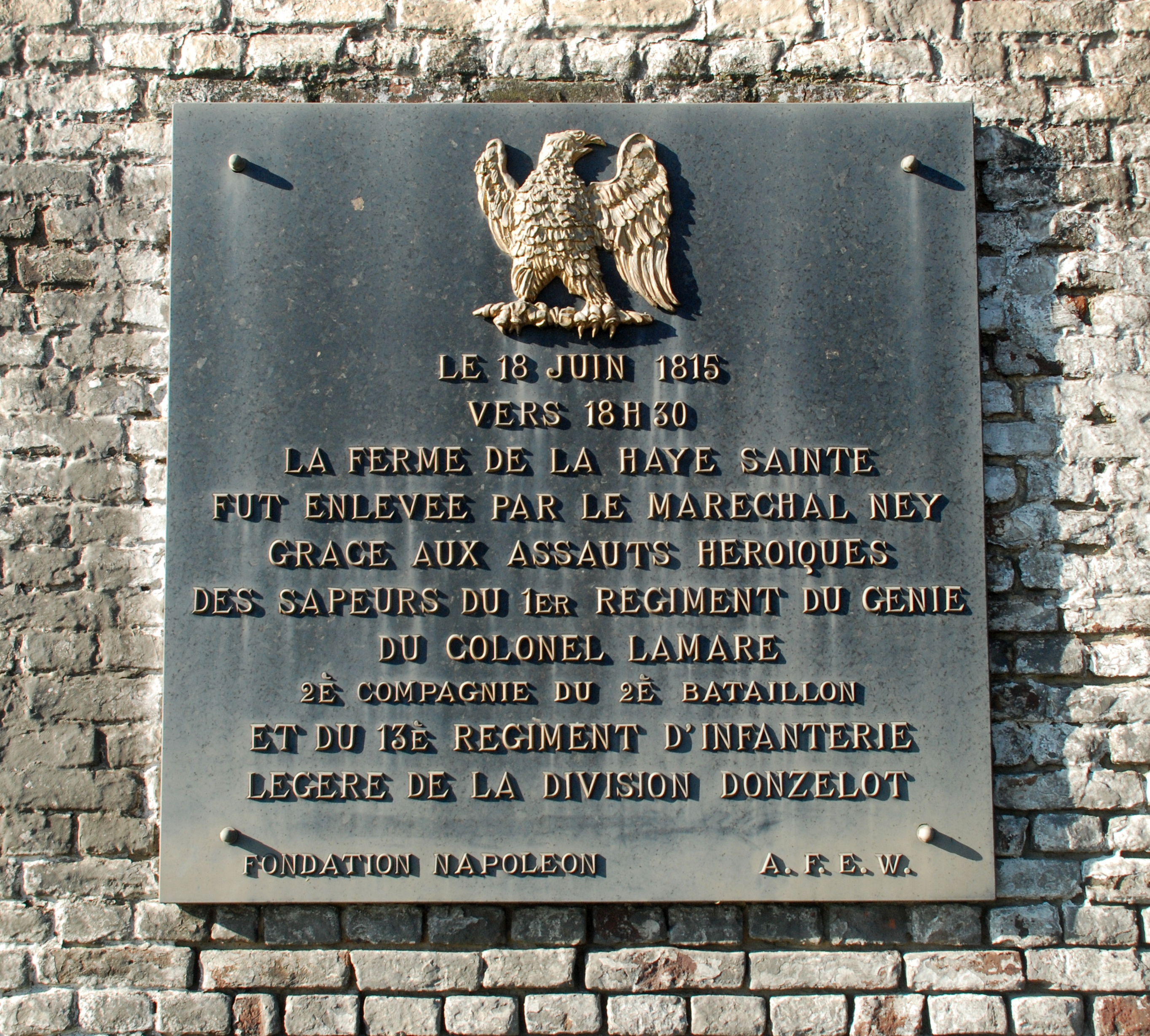
Hommage à la prise de la Haie Sainte par le maréchal Ney.

|  |  |  |

### Plaque à la mémoire des morts de la King's German Legion
La plaque la plus ancienne, apposée sur la façade du corps de logis, célèbre la mémoire des officiers, sous-officiers et chasseurs du 2ème bataillon léger de la King's German Legion.
Elle a été restaurée le 18 juin 1847 par les soins du prince Georges de Hanovre.
Elle est la plus grande des quatre plaques et prend la forme d'un losange sur pointe :
Die

Officiere

Des 2ten

Leichten Bataillons

Königlich Deutscher Legion, Ihren

An der Vertheidigung Dieser Meyerey

Am 18ten Juni 1815 Gefallenen Waffenbrüdern:

Major H.Bösewiel

Capitain W.Schaumann

Fähndrich F. von Robertson

Und 46 Unterofficiere Und Jäger vom 2ten Leichten Bataillon.

Wiederhergestellt Durch Seine Königliche Hoheit

Den Kronprinzen Georg von Hannover am 18ten Juni 1847

Und Zugleich Gewidmet Den Ebendaselbst bei

Dieser Gelengenheit Gefallenen:

Capitain H. von Marschalck

vom 1ten Leichten Bataillon

Capitain C. von Wurme

vom 5ten Linien Bataillon

In Anerkennung Des Von

Ihnen Bewiesenen

Hannöverschen

### Plaque à la mémoire du major Baring et du colonel von Ompteda
La deuxième plaque orne le mur d'une petite annexe située au nord du corps de logis.
Elle a été dédiée par la ville de Bexhill-on-Sea qui fut une ville de garnison de la King's German Legion de 1804 à 1814 et rend hommage à la défense héroïque de la Haie Sainte par le major George Baring et le 2e bataillon léger de la King's German Legion.
To Maj. Baring and the 2nd Light

Btn KGL's Heroic Defence of

La Haie Sainte 18 June 1815

Also to Col. von Ompteda who fell

Leading a Brave Counter-Attack

After the Fall of The Farm

Dedicated by

Bexhill-on-Sea England

A  King's German Legion

Garrison 1804-1814

### Hommage à la prise de la Haie Sainte par le maréchal Ney
La troisième plaque, située à droite du portail de la ferme, rend hommage à la prise de la Haie Sainte par le maréchal Ney le 18 juin 1815 vers 18h30.
Beaucoup plus récente, elle a été apposée par la Fondation Napoléon.
Le 18 Juin 1815

Vers 18h30

La Ferme de la Haye Sainte

Fut Enlevée par le Maréchal Ney

Grâce aux Assauts Héroïques

Des Sapeurs du 1er Régiment du Génie

Du Colonel Lamare

2e Compagnie du 2e Bataillon

Et du 13e Régiment d'Infanterie

Légère de la Division Donzelot

### Hommage aux combattants français

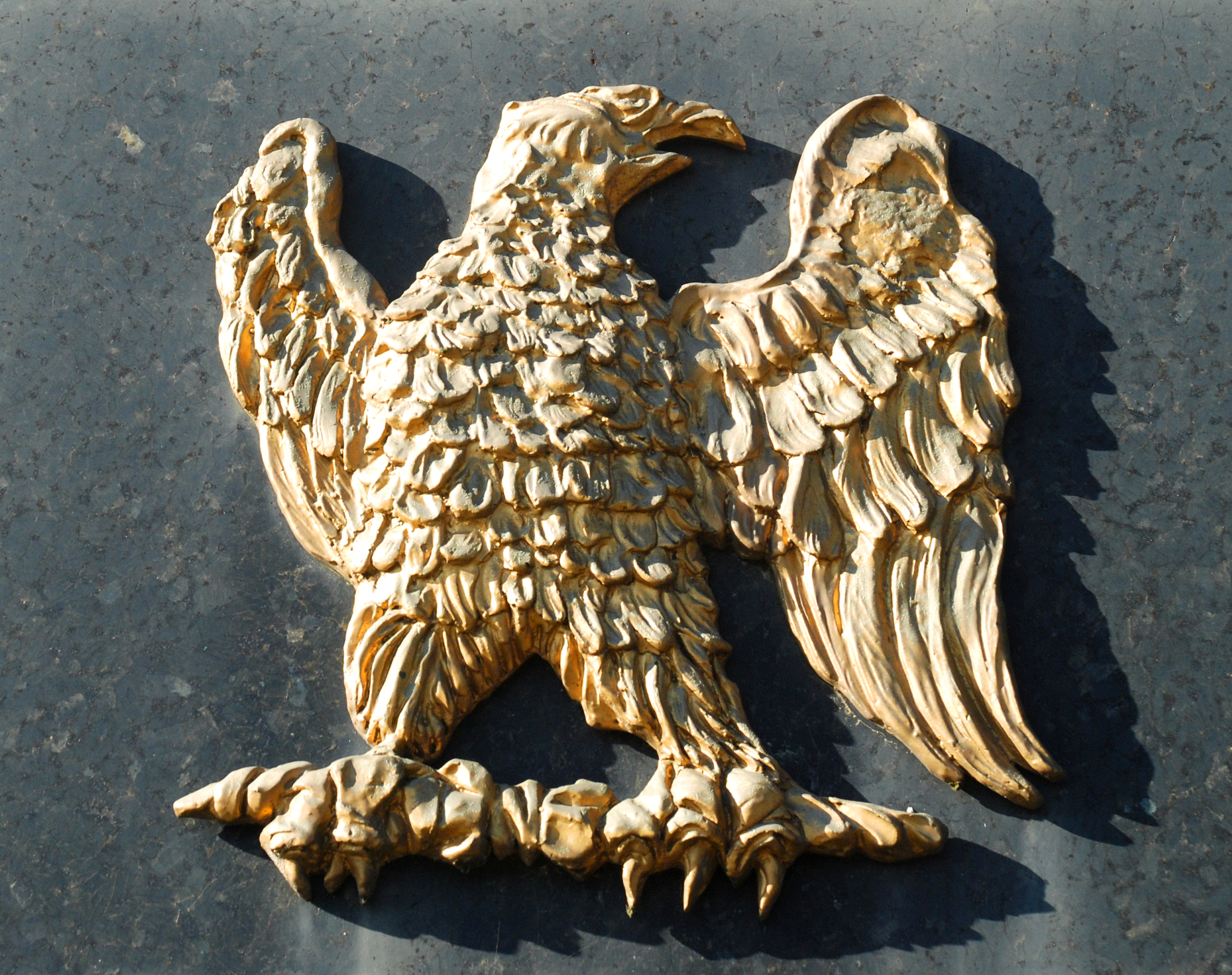
Aigle napoléonien.

La quatrième et dernière plaque, plus modeste, est apposée sur le mur de la ferme, à droite de la précédente.
Offerte par la Société belge d'études napoléoniennes en 1965, elle rend sobrement hommage aux combattants français morts devant les murs de la Haie Sainte :

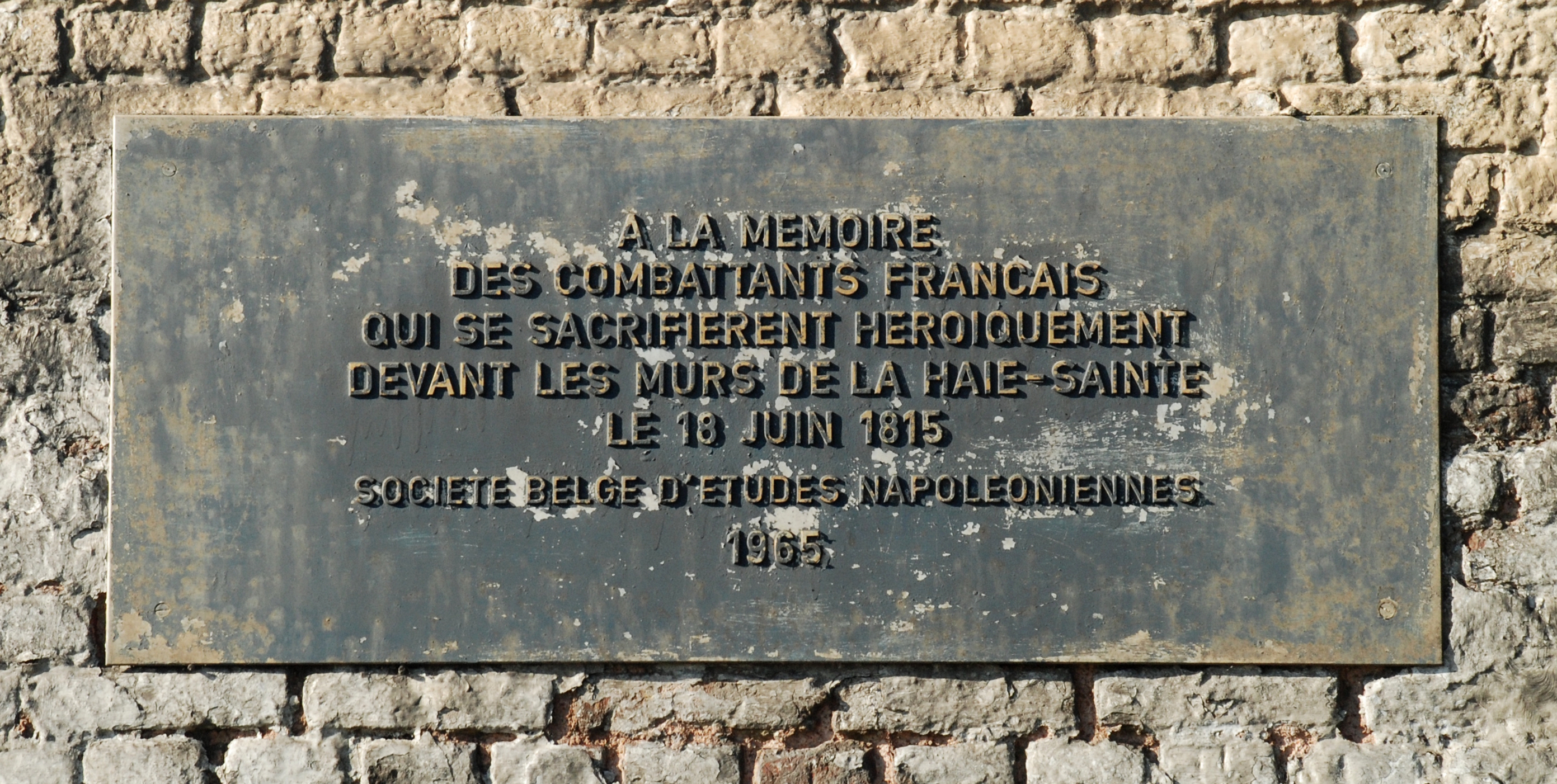

À la Mémoire

Des Combattants français

Qui se Sacrifièrent Héroïquement

Devant les Murs de la Haie Sainte

Le 18 juin 1815